# میلیسا هیومانا پاردس
میلیسا هیومانا پاردس (به انگلیسی: Melissa Humana Paredes) (زاده ۱۰ اکتبر ۱۹۹۲) بازیکن والیبال ساحلی اهل کانادا است که با برندی ویلکرسون شریک است. این زوج به نمایندگی از کانادا در بازی‌های المپیک تابستانی ۲۰۲۴ موفق به کسب مدال نقره شدند.
میلیسا هیومانا پاردس قبلاً با سارا پاوان رقابت کرده بود و مدال طلا را در مسابقات جهانی والیبال ساحلی ۲۰۱۹ و دو عنوان بازی‌های مشترک المنافع کسب کرد و در بازی‌های المپیک تابستانی ۲۰۲۰ شرکت کرد.

## اوایل زندگی
هیومانا پاردس که در تورنتو، انتاریو به دنیا آمد، دختر کوچکتر دو پناهنده سیاسی شیلیایی رقصنده باله میریام پاردس و والیبالیست هرنان هومانیا است که بخشی از تیم ملی بود و بعداً مربی کانادایی‌ها جان چایلد و مارک هیزه را در بازی‌های المپیک تابستانی ۱۹۹۶ به مدال برنز رساند. هیومانا پاردس بازی والیبال ساحلی را در سن ۱۲ سالگی شروع کرد و چهار سال بعد، نماینده کانادا در سطح بین‌المللی بود. او همچنین والیبال رقابتی داخل سالن برای تیم والیبال استورم بازی کرد. او سپس در دانشگاه یورک در رشته ارتباطات تحصیل کرد در حالی که والیبال کشورهای مستقل مشترک المنافع را برای یورک لاینز به مدت چهار فصل از سال ۲۰۱۰ تا ۲۰۱۴ بازی می‌کرد.

## حرفه‌ای

### سال‌های اولیه
در سال ۲۰۲۲، او یک مدال نقره در مسابقات جهانی والیبال ساحلی زیر ۲۱ سال با ویکتوریا آلتومار به دست آورد. سال‌ها بعد، هنگامی که هرنان با مربی والیبال، گارث پیشکه صحبت می‌کرد، متوجه شد که دخترش تیلور می‌خواهد به والیبال ساحلی بپیوندد و پیشنهاد کرد که دو دختر به عنوان یک تیم همکاری کنند. هر دو توسط جان چایلد آموزش دیده بودند. این زوج جدید باعث شد هیومانا پاردس مدال برنز مسابقات جهانی زیر ۲۳ سال را به دست آورد و از سوی فدراسیون بین‌المللی والیبال به عنوان برترین تازه‌کار زن در سال ۲۰۱۵ معرفی شود.
هیومانا پاردس در چندین رویداد گرند اسلم و جام جهانی شرکت کرد و به مرحله یک شانزدهم نهایی مسابقات جهانی والیبال ساحلی ۲۰۱۵ نیمه نهایی در بازی‌های پان امریکن ۲۰۱۵ رسید. از ۲۳ تا ۲۸ اوت ۲۰۱۶، او با پیشکی در لانگ بیچ، کالیفرنیا، گرند اسلم رقابت کرد. آنها با بازی در Pool-A به ماریا آنتونلی و لیلی از برزیل (۲۱–۱۱، ۲۳–۲۱) و اپریل راز و کری والش جنینگز از ایالات متحده (۲۱–۱۶، ۲۱–۱۷) در ست‌های مستقیم شکست خوردند. در بازی مقابل کارول و آنا پاتریشیا از برزیل، آنها در ست‌های متوالی پیروز شدند (۲۱–۱۹، ۲۶–۲۴) و در Pool-A در رده سوم قرار گرفتند.

### مشارکت با پاوان (۲۰۱۶–۲۰۲۲)
پس از تشکیل تیم او با سارا پاوان، این دو به تیم کانادایی برای بازی‌های مشترک المنافع ۲۰۱۸، اولین دوره مسابقات قهرمانی که دارای یک تورنمنت والیبال ساحلی است، معرفی شدند. هیومانا پاردس/پاوان پس از شکست تالیکوا کلنسی/سولار به مدال طلا رسیدند و عنوان قهرمانی را برای خود کردند.
هیومانا پاردس و پاوان با شکست تیم آمریکایی آپریل راز و آلیکس کلاینمن در ست‌های مستقیم ۲–۰ (۲۳–۲۱، ۲۳–۲۱) موفق به کسب مدال طلا در مسابقات جهانی والیبال ساحلی ۲۰۱۹ شدند و اولین مدال کانادا در طول تاریخ این مسابقات شد. رویداد این پیروزی به‌طور خودکار دو کانادایی را برای بازی‌های المپیک تابستانی ۲۰۲۰ در توکیو واجد شرایط کرد. آنها موفقیت بیشتری در تور لیگ ملت‌های والیبال زنان در آن تابستان با بردهای اضافی در مسابقات آزاد در ادمونتون در اواخر ژوئیه، و در وین ماژور در اوایل اوت به دست آوردند. این برنده‌های تور لیگ ملت‌های والیبال زنان با موفقیت در تور انجمن والیبال حرفه‌ای، با پیروزی در مسابقات قهرمانی فرعی بر راس و کلاینمن در هر دو مسابقات اوپن ساحلی منهتن در اواسط اوت و اوپن هاوایی در اواخر سپتامبر همراه شد.

## افتخارات
- قهرمان، مسابقات جهانی والیبال ساحلی ۲۰۱۹ هامبورگ (نماینده کانادا، با سارا پاوان)
- قهرمان، برنده تور جهانی والیبال ساحلی ۲۰۱۹ (به نمایندگی از کانادا، با سارا پاوان)
- تیم منتخب سال ۲۰۱۹ لیگ ملت‌های والیبال زنان (با سارا پاوان)
- لیگ ملت‌های والیبال زنان، بهترین بازیکن دفاعی، ۲۰۱۹
- بهترین پاسور لیگ ملت‌های والیبال زنان، ۲۰۱۸ و ۲۰۱۹
- انجمن والیبال حرفه‌ای، بهترین بازیکن دفاعی، ۲۰۱۹
- انجمن والیبال حرفه‌ای، تازه‌وارد سال ۲۰۱۹
- بهترین بازیکن لیگ ملت‌های والیبال زنان، ۲۰۱۷
- لیگ ملت‌های والیبال زنان، تازه‌کار برتر، ۲۰۱۴